# ادامه تحلیلی

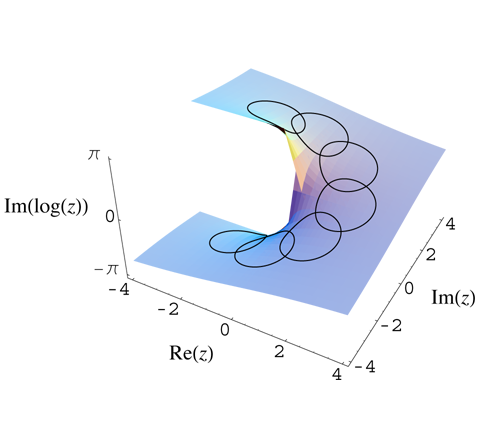
ادامه تحلیلی

در آنالیز مختلط، ادامه تحلیلی (به انگلیسی: Analytic Continuation)، فنی جهت توسعه دامنه یک تابع تحلیلی می‌باشد؛ مثلاً ناحیه‌ای که یک سری در آنجا واگرا می‌شود را ازین طریق می‌توان به دامنه اضافه کرد.
با این حال ممکن است فن ادامه تحلیلی گام به گام، دچار دشواری‌هایی گردد. این دشواری‌ها اساساً طبیعت توپولوژیکی داشته است که سبب ناسازگاری‌هایی می‌شود (تعریف بیش از یک مقدار). در نهایت این ناسازگاری‌ها ممکن است به علت وجود تکینگی‌ها باشد. در مورد توابع مختلط چندمتغیره قضیه متفاوت است، چرا که دربارۀ این نوع توابع، لزوماً تکینگی‌ها نقاط منزوی نیستند، دلیل عمده توسعه نظریه کوهمولوژی شیف (کوهمولوژی بافه) به خاطر تحقیق بر روی نکته اخیر بوده‌است.

## ارجاعات
1. ↑  «ادامهٔ تحلیلی» [ریاضی] هم‌ارزِ «analytic continuation, analytic prolongation»؛ منبع: گروه واژه‌گزینی. دفتر یازدهم. فرهنگ واژه‌های مصوب فرهنگستان. تهران: انتشارات فرهنگستان زبان و ادب فارسی. شابک ۹۷۸-۶۰۰-۶۱۴۳-۴۵-۳ (ذیل سرواژهٔ ادامهٔ تحلیلی)

مشارکت‌کنندگان ویکی‌پدیا. «Analytic Continuation». در دانشنامهٔ ویکی‌پدیای انگلیسی، بازبینی‌شده در ۲۳ آوریل ۲۰۲۱.